# Cônsul (Idades Antiga e Média)
Cônsul (abrev. cos.; plural consules em latim) era o título de um dos dois principais magistrados da República Romana e, posteriormente, também um título importante no Império Romano. O título foi usado em outras cidades-estado europeias durante a Antiguidade e a Idade Média, em particular nas repúblicas de Gênova e na de Pisa, e depois foi revivido em Estados modernos, notadamente na Primeira República Francesa. O adjetivo relacionado é consular, do latim consularis.
Esse uso contrasta com a terminologia moderna, em que um cônsul é um tipo de diplomata.

## Cônsul romano
Um cônsul ocupava o mais alto cargo político eleito da República Romana (509 a 27 a.C.), e os antigos romanos consideravam o cargo de cônsul o mais alto nível do cursus honorum (uma sequência ascendente de cargos públicos aos quais os políticos aspiravam). Os cônsules eram eleitos para o cargo e ocupavam o poder por um ano. Sempre havia dois cônsules no poder ao mesmo tempo.

## Outros usos na Antiguidade

### Esfera privada
Não era raro uma organização de direito privado romano copiar a terminologia das instituições do estado e da cidade para seus próprios agentes estatutários. O estatuto ou contrato fundador de tal organização era chamado de lex, "lei". As pessoas eleitas a cada ano eram patrícios, membros da classe alta.

### Cidades-estado
Embora muitas cidades, incluindo os estados gauleses e a República cartaginesa, tivessem dois chefes de magistratura, outro título era frequentemente usado, como o púnico sufete, Duumvir, ou estilos nativos como Meddix.

## Cidades-estado, comunas e municípios medievais

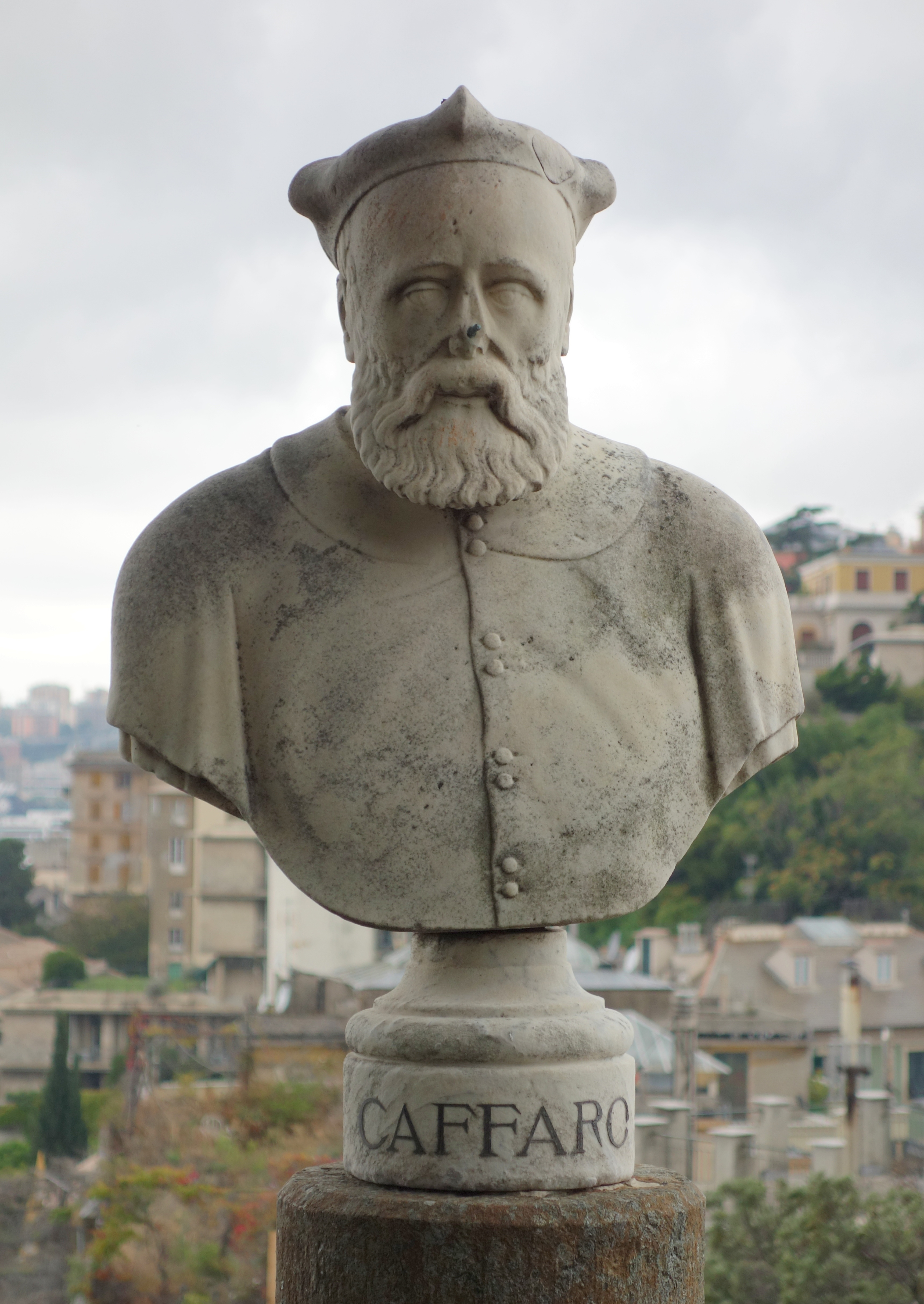
Caffaro di Rustico da Caschifellone, estadista da República de Gênova no século XII, da qual foi cônsul por oito mandatos

### República de Gênova
A cidade-estado de Gênova, diferentemente da Roma antiga, concedeu o título de "cônsul" a vários funcionários do Estado, não necessariamente restrito aos mais altos. Entre eles estavam funcionários genoveses lotados em vários portos do Mediterrâneo, cuja função incluía ajudar os comerciantes e marinheiros genoveses em dificuldades com as autoridades locais. A Grã-Bretanha retribuiu nomeando cônsules para Gênova a partir de 1722. Essa instituição, com seu nome, foi posteriormente imitada por outras potências e se reflete no uso moderno da palavra (consulte Cônsul (dipomacia)).

### República de Pisa
Além da República Genovesa, a República de Pisa também adotou a denominação de "Cônsul" nos estágios iniciais de seu governo. O Consulado da República de Pisa foi a principal instituição governamental presente em Pisa entre os séculos XI e XII. Apesar de ter perdido espaço no governo desde 1190 em favor do Podestà, em alguns períodos do século XIII alguns cidadãos foram novamente eleitos como cônsules.

### Outros usos no período medieval

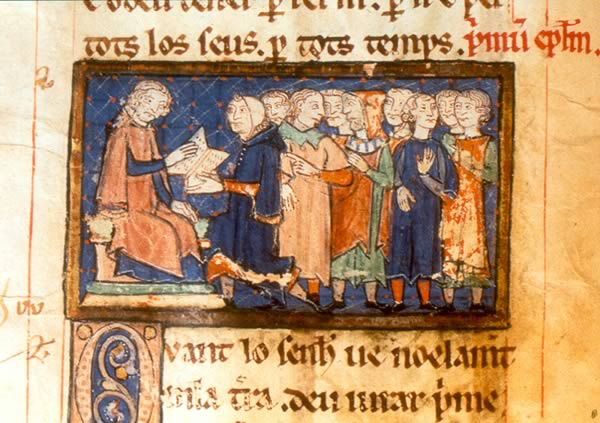
Nessa pintura, Afonso III de Poitiers e Conde de Toulouse faz um juramento perante os cônsules da cidade de Agen, com a mão direita sobre as ordenanças da cidade, comprometendo-se a reconhecer a autonomia da comuna da cidade, sentado em um pedestal. O cônsul que presta o juramento é forçado a se ajoelhar, simbolizando o senhorio de Alphonse e a lealdade da cidade.

Na maior parte do sul do França, um cônsul (em francês:  consul ou consule) era um cargo equivalente ao Échevin [fr] do norte e um pouco semelhante ao cargo Inglês aldermen. Os mais proeminentes eram os de Bordeaux e Toulouse, que passaram a ser conhecidos como jurats e capitouls, respectivamente. Os capitouls de Toulouse receberam a nobreza transmissível. Em muitas outras cidades menores, o primeiro cônsul era o equivalente a um prefeito atualmente, auxiliado por um número variável de cônsules secundários e jurados. Sua principal tarefa era arrecadar e cobrar impostos.
Os duques de Gaeta também usavam frequentemente o título de "cônsul" em sua forma grega "Hypatos".

## Revolução Francesa

### República Francesa 1799-1804

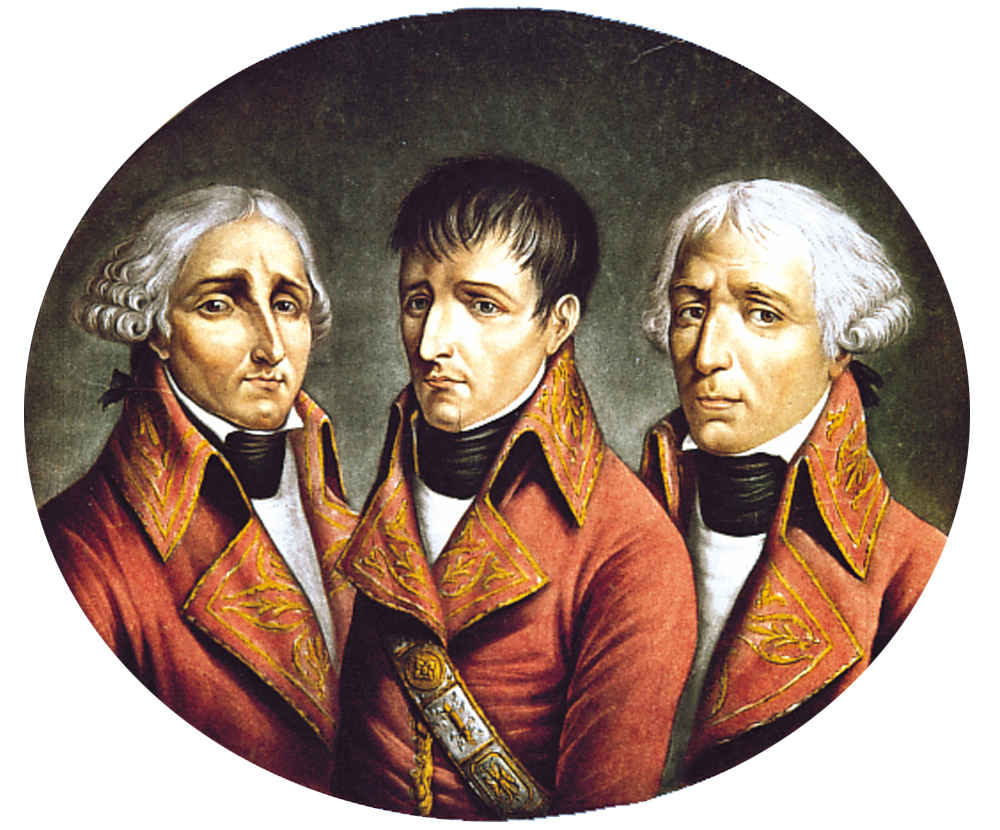
Retrato dos três cônsules, Jean-Jacques-Régis de Cambacérès, Napoleão Bonaparte e Charles-François Lebrun (da esquerda para a direita)

Depois que Napoleão Bonaparte planejou um golpe de estado contra o governo do Diretório em novembro de 1799, a República Francesa adotou uma constituição que conferia poderes executivos a três cônsules, eleitos por um período de dez anos. Na realidade, o primeiro cônsul, Bonaparte, dominava seus dois colegas e detinha o poder supremo, logo se tornando cônsul vitalício (1802) e, por fim, em 1804, imperador.
O cargo foi ocupado por:
- Napoleão Bonaparte, Emmanuel-Joseph Sieyès, Roger Ducos, cônsules provisórios (10 de novembro a 12 de dezembro de 1799);

- Napoleão Bonaparte (primeiro cônsul), Jean-Jacques Cambacérès (segundo cônsul), Charles-François Lebrun (terceiro cônsul), cônsules (12 de dezembro de 1799 - 18 de maio de 1804).

### República Bolonhesa, 1796
A efêmera República Bolonhesa, proclamada em 1796 como uma república cliente francesa na cidade de Bolonha, na Itália Central, tinha um governo composto por nove cônsules e seu chefe de estado era o Presidente del Magistrato, ou seja, magistrado-chefe, um cargo de presidência ocupado por quatro meses por um dos cônsules. Bolonha já tinha cônsules em algumas partes de sua história medieval.

### República Romana, 1798-1800
A República Romana, patrocinada pela França (15 de fevereiro de 1798 - 23 de junho de 1800), foi chefiada por vários cônsules:
- Francesco Riganti, Carlo Luigi Costantini, Duque Bonelli-Crescenzi, Antonio Bassi, Gioacchino Pessuti, Angelo Stampa, Domenico Maggi, cônsules provisórios (15 de fevereiro a 20 de março de 1798)
- Liborio Angelucci, Giacomo De Mattheis, Panazzi, Reppi, Ennio Quirino Visconti, cônsules (20 de março - setembro de 1798)
- Brigi, Calisti, Francesco Pierelli, Giuseppe Rey, Federico Maria Domenico Michele, Zaccaleoni, cônsules (setembro - 24 de julho de 1799)

O governo consular foi interrompido pela ocupação Napolitana (27 de novembro - 12 de dezembro de 1798), que instalou um Governo Provisório:
- Príncipe Giambattista Borghese, Príncipe Paolo-Maria Aldobrandini, Príncipe Gibrielli, Marquês Camillo Massimo, Giovanni Ricci (29 de novembro de 1798 - 12 de dezembro de 1798)

Roma foi ocupada pela França (11 de julho a 28 de setembro de 1799) e novamente por Nápoles (30 de setembro de 1799 a 23 de junho de 1800), pondo fim à República Romana.

## Grécia revolucionária, 1821
Entre as muitas pequenas repúblicas locais que foram formadas durante o primeiro ano da Revolução Grega, antes da criação de um Governo Provisório unificado na Primeira Assembleia Nacional em Epidauro, estavam
- O Consulado de Argos (a partir de 26 de maio de 1821, sob o Senado do Peloponeso) tinha um "único" chefe de estado, denominado cônsul, 28 de março de 1821 - 26 de maio de 1821: Stamatellos Antonopoulos
- O Consulado da Grécia Oriental (Livadeia) (a partir de 15 de novembro de 1821, sob o Areópago da Grécia Oriental) foi chefiado de 1 de abril de 1821 a 15 de novembro de 1821 por três cônsules: Lambros Nakos, Ioannis Logothetis e Ioannis Filon

Observação: no grego, o termo para "cônsul" é "hypatos" (ὕπατος), que se traduz como "supremo" e, portanto, não implica necessariamente em um cargo conjunto

## Paraguai, 1813-1844
Entre uma série de juntas e vários outros regimes de curta duração, a jovem república foi governada por "cônsules da república", com dois cônsules se alternando no poder a cada 4 meses:
- 12 de outubro de 1813 - 12 de fevereiro de 1814, José Gaspar Rodríguez de Francia y Velasco
- 12 de fevereiro de 1814 - 12 de junho de 1814, Fulgencio Yegros y Franco de Torres
- 12 de junho de 1814 - 3 de outubro de 1814, José Gaspar Rodríguez de Francia y Velasco; ele permaneceu como "ditador supremo" 3 de outubro de 1814 - 20 de setembro de 1840 (a partir de 6 de junho de 1816, denominado "ditador supremo perpétuo")

Após alguns presidentes da Junta Provisória, houve novamente cônsules da república, de 14 de março de 1841 a 13 de março de 1844 (governando em conjunto, mas ocasionalmente denominados "primeiro cônsul", "segundo cônsul"): Carlos Antonio López Ynsfrán (n. 1792 - falecido em 1862) + Mariano Roque Alonzo Romero (falecido em 1853). O último dos juntistas mencionados acima, foi Comandante-Geral do Exército. A partir de então, todos os governantes republicanos passaram a ser chamados de "presidente".

## Usos modernos do termo
Na terminologia moderna, um cônsul é um tipo de diplomata. O American Heritage Dictionary define "cônsul" como "uma autoridade nomeada por um governo para residir em um país estrangeiro e representar seus interesses lá". The Devil's Dictionary define "cônsul" como "na política americana, uma pessoa que, não tendo conseguido obter um cargo do povo, recebe um cargo da administração com a condição de deixar o país".
Na maioria dos governos, o cônsul é o chefe da seção consular de uma embaixada e é responsável por todos os serviços consulares, como vistos de imigrantes e não imigrantes, passaportes e serviços de cidadania para expatriados que vivem ou viajam para o país anfitrião.
Um uso moderno menos comum é quando o cônsul de um país assume uma função administrativa no país anfitrião.